# Charlotte Basté
Charlotte Basté (* 28. Dezember 1867 in Sankt Petersburg; † 19. Mai 1928 in Dresden) war eine deutsche Schauspielerin.

## Leben
Basté trat das erste Mal mit vier Jahren in Petersburg auf die Bühne. Mit ihrer Familie, einer angesehenen Künstlerfamilie, kam sie Anfang der 1880er Jahre nach Deutschland. Sie trat 1882 im Königlichen Schauspielhaus in Berlin auf. Danach bekam sie Angebote von vielen großen Theatern. So trat sie von 1884 bis 1886 in ihrer Heimatstadt Petersburg auf und war danach ab 1886 in Dresden an der Staatsoper tätig. Dort konnte sie in den Rollen der „Cyprienne“, der „Nora“ und der „Salome“ überzeugen. Im Jahr 1912 trat sie nach über 40 Jahren, in denen sie an der Dresdner Staatsoper wirkte, zurück. Sie war mit dem Schriftsteller Franz Wallner verheiratet. Sie hatten den Sohn Franz Wallner-Basté (1896–1984), Literaturkritiker und Publizist.